# Assais-les-Jumeaux

Assais-les-Jumeaux este o comună în departamentul Deux-Sèvres, Franța. În 2009 avea o populație de 765 de locuitori.